# Kereskényi Gyula
Alsó- és felső-kereskényi Kereskényi Gyula (Léva,1835. április 9. – Érd, 1911. augusztus 7.) római katolikus esperes, régész, történész.

## Családja
Ősi, előkelő nemesi családba született. A Kereskényi család egyike Nyitra vármegye legősibb nemes családjainak, amelynek tagjai a 13. század óta előkelő szerepet vittek. Apja, Kereskényi Gábor földbirtokos, huszártiszt (1799–1841), anyja bessei és szemerei Jagrik Anna (1801–1870) volt.

## Élete

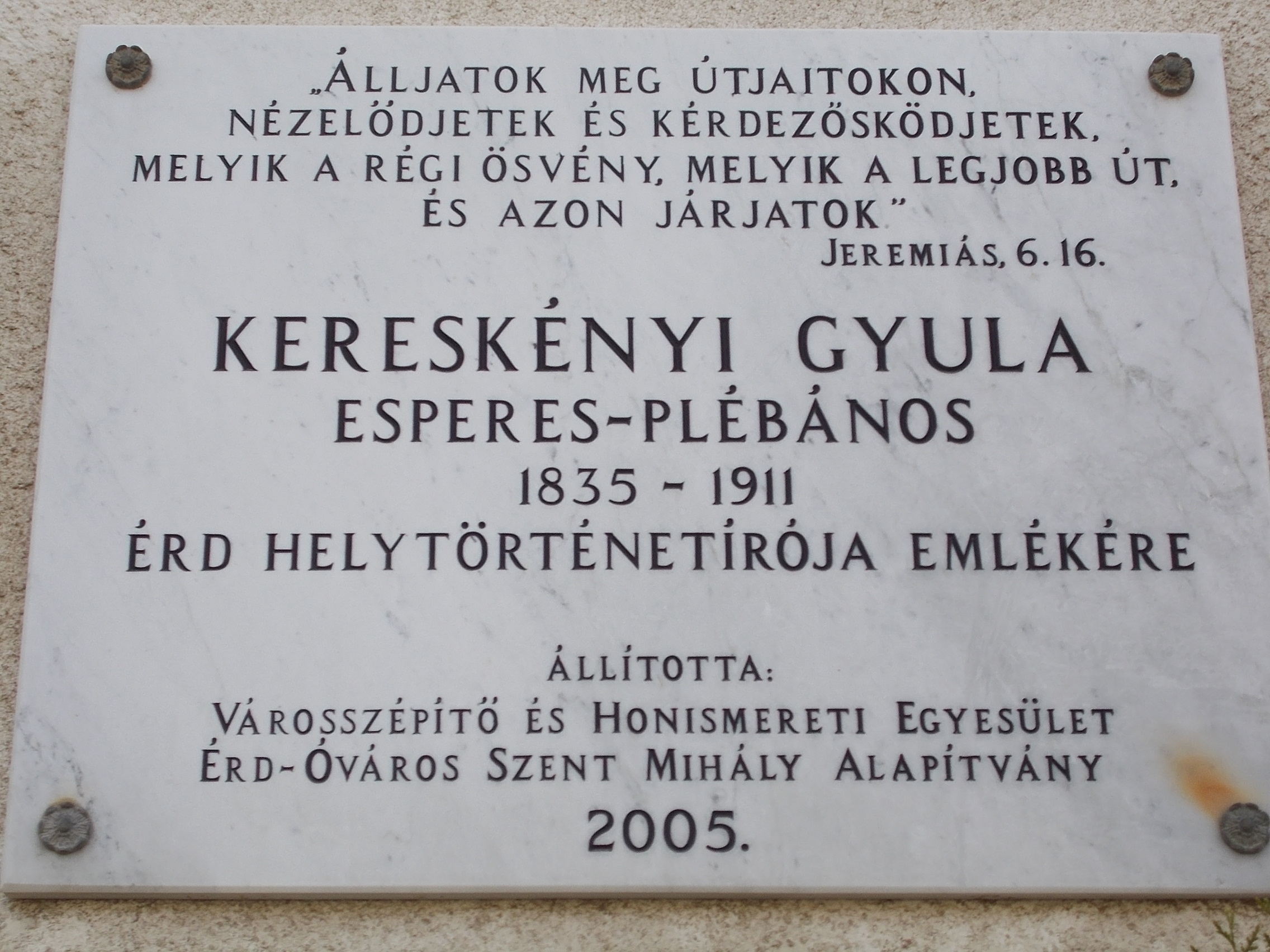
Emléktáblája Érden

Iskoláit Léván, a gimnáziumot ugyanott és Nyitrán, majd a Benedek-rend kötelékében Pannonhalmán végezte.A bencésektől a csornai premontrei rendbe átlépve a rend keszthelyi gimnáziumának tanára lett. Bécsi nyelvészeti tanulmányok után világi tanári oklevelet is szerzett. Édesanyja kérésére azonban ismét egyházi területem helyezkedett el. 1860-ban pappá szentelték. Először a székesfehérvári püspök hivatalban, majd Bodajkon, Törökbálinton működött. 1866-ban segédlelkészként Érden helyezkedett el, majd 1868-tól 1906-ig, nyugalomba vonulásig a helység plébánosa volt. 1885-től mint kerületi esperes működött. Elismert irodalmi munkásságot fejtett ki, könyve jelent meg a Mária-tiszteletről. Maradandó érdemeket szerzett Érd helytörténeti kutatásában. Luczenbacher (Érdy) János példáját követve ő is felásatott 1872-ben két “hun halmot” és feldolgozta leleteit. Elkészítette Érd (Hamzsa bég) és Batta (Százhalom) községnek történeti vázlata címmel 1874-ben Érd első helytörténeti monográfiáját, 1886-ban megírta az érdi plébánia történetét. 1911. augusztus 7-én halt meg érdi otthonában, a templomtérre néző egykori plébánia iskolában. Érden temették el. Jelenleg az érdi plébánia falán áll az az emléktábla, amelyet tiszteletére avattak.

## Művei
- 1874 Érd (Hamzsabég) és Batta (Százhalom) községek történeti vázlata. Székesfehérvár, 1874. (Ismertetés Reform 276-ik szám)MEK online.
- 1883 Ave Mária, boldogságos szeplőtelen szűz Mária tiszteletére. Budapest. 1883. Fényképpel.
- 1884 A vesztaszüz. Vallásos regény a kereszténység első századából. Német eredetiből átdolgozta. Budapest.
- 1886 Az érdi plébánia története. Budapest.
- 1886 Szent Istvánnapi egyházi beszéd. Székesfehérvár.
- 1889 Legujabb lelki Manna. Ima- és énekeskönyv a róm. kath. hivők számára. Budapest.
- 1892 Egyházi beszédek, melyeket szerkesztett és különféle alkalommal elmondott. Budapest.
- 1894 Egyházi beszédek. Budapest.

Szerkesztette a Katholikus Család című vallási, társadalmi, közművelődési és gazdasági hetilapot 1882. júl. közepétől 1883. máj. 26-ig. 
Alkalmi költeményeket írt 1868-ban Jekelfalussy Vince püspök beiktatása alkalmával Örömhangok c., 1877-ben pedig szonetteket a Székesfejérvári egyházmegye százados ünnepélyére.